# Simon Coveney
Simon Anthony Coveney (Cork, 16 juni 1972) is een Ierse politicus van de christendemocratische partij Fine Gael.
Hij had van 1998 tot 2024 een parlementszetel in de Dáil Éireann (het Ierse lagerhuis) en bekleedde ministerschappen in verschillende Ierse regeringen. Zo was hij minister van Landbouw, Voedsel en Maritieme Zaken (2011–2016), Defensie (2014–2016), Huisvesting, Welzijn en Lokaal Bestuur (2016–2017), Buitenlandse Zaken (2017–2022), nogmaals Defensie (2020–2022) en Economische Zaken (2022–2024). Tussen 2017 en 2020 was hij tevens vicepremier (Tánaiste).

## Biografie
Coveney studeerde aan de University College Cork. Vervolgens volgde hij een opleiding gespecialiseerd in landbouw aan de Royal Agricultural College. Coveney werkte na zijn studie als landbouwadviseur. In 1998 werd hij gekozen als parlementslid in de Dáil Éireann, nadat de zetel vacant was geworden na het overlijden van zijn vader Hugh Coveney.
Tussen 2002 en 2004 was Coveney woordvoerder voor Communicatie, Maritieme Zaken en Natuurlijke Hulpmiddelen in het schaduwkabinet van Enda Kenny. Bij de Europese parlementsverkiezingen van 2004 werd hij verkozen tot lid van het Europees Parlement. Drie jaar later keerde Coveney terug naar de nationale politiek en werd hij woordvoerder voor Communicatie, Energie en Natuurlijke Hulpmiddelen. In 2010 werd hij woordvoerder met de portefeuille Vervoer.

### Ministerschappen
In 2011 werd Coveney benoemd tot minister van Landbouw, Voedsel en Maritieme Zaken in de coalitieregering van partijgenoot Enda Kenny. Na een kabinetsherschikking in 2014 werd hij eveneens belast met de ministerspost van Defensie. Na de formatie van een minderheidsregering in mei 2016 werd hij minister van Huisvesting, Welzijn en Lokaal Bestuur. In 2017 stelde Coveney zich verkiesbaar voor het leiderschap van zijn partij, maar verloor van Leo Varadkar. Na de benoeming van Varadkar tot Taoiseach (premier van Ierland), werd Coveney in diens kabinet aangesteld als minister van Buitenlandse Zaken en Handel. In november 2017 werd hij tevens benoemd tot Tánaiste (vicepremier).
In het kabinet-Martin-Varadkar, dat aantrad in juni 2020, behield Coveney zijn post als minister van Buitenlandse Zaken en werd hij tevens, voor de tweede keer in zijn loopbaan, minister van Defensie. Bij een kabinetsherschikking in december 2022 verruilde hij beide ministerschappen voor die van Economische Zaken en Werkgelegenheid. Toen Varadkar in het voorjaar van 2024 als partijleider en premier werd opgevolgd door Simon Harris, stapte Coveney uit de regering, naar eigen zeggen om plaats te maken voor vernieuwing. Hij bleef echter wel parlementslid tot de verkiezingen later dat jaar.
- Gemeinsame Normdatei: 1174077972
- Library of Congress Control Number: no2022101232
- Virtual International Authority File: 315945547
- WorldCat: E39PBJtRQwX9qdFTg6B9YfkYyd